# Ploaghe
Ploaghe – miejscowość i gmina we Włoszech, w regionie Sardynia, w prowincji Sassari.
Według danych na rok 2019 gminę zamieszkiwało 4427 osób, 46 os./km². Graniczy z Ardara, Chiaramonti, Codrongianos, Nulvi, Osilo i Siligo.